# Хайнфельд (Нижняя Австрия)
Хайнфельд (нем. Hainfeld (Niederösterreich)) — город в Австрии, в федеральной земле Нижняя Австрия.
Входит в состав округа Лилинфельд. Население составляет 3862 человека (на 31 декабря 2005 года). Занимает площадь 44,73 км². Официальный код — 31403.

## Политическая ситуация
Бургомистр коммуны — Альберт Питтерле (СДПА) по результатам выборов 2005 года.
Совет представителей коммуны (нем. Gemeinderat) состоит из 23 мест.
- СДПА занимает 15 мест.
- АНП занимает 8 мест.